# Звёздный цвет
«Звёздный цвет» — рассказ Бориса Лавренёва. Первое произведение писателя, увидевшее свет в столичной печати — впервые опубликован в 1924 году в ленинградском журнале «Звезда». Дважды экранизирован: «Шакалы Равата» (1927) и «Звёздный цвет» (1971).
Любовь красноармейца из-под Белой Церкви и молодой узбечки из гарема сильнее национальной отъединенности, языковых препон.

## Сюжет
Туркестан, начало 1920-х годов. Гражданская война в России, только что установлена Советская власть.
Украинский крестьянин-бедняк Дмитрий Литвиненко сражается в рядах Красной Армии с белогвардейцами и басмачами, удивляясь местным обычаям:

— Кажи, будь ласков, чого це у вас баба в наморднике ходыть?

— Закон… Пророк сказал… Женщина должен быть закрыт от чужой глаз. Соблазн нет.
В свободное от службы время Литвиненко соглашается подработать на сборе фруктов в саду у бывшего бая Абду-Гаме — тот хоть и был раскулачен, но всё-таки сохранил за собой сад и лавку и чувствовал себя уверенно, не веря в долгое «царство оборванцев», надеясь, что на помощь басмачам придёт афганский эмир, поддерживаемый англичанами.
Работая в саду, Дмитрий Литвиненко становится объектом внимания одной из трёх жён из гарема бывшего бая — Мириам.
Мириам год назад, в 13 лет, была насильно выдана замуж — её ещё ребёнком приметил бай и заплатил калым, когда черный чимбет закрыл так прельщавшее его детское личико «с двумя круглыми блюдами глаз, опушенных мехом загнутых ресниц; рот — цветок граната и смугло-розовые щеки», и вошла Мириам маленькими ножками в дом Абду-Гаме:

И в ночь к испуганной и трепещущей пришел Абду-Гаме, муж и владыка. Абду-Гаме ничего не нужно было, кроме тела, которое можно было ощущать под крепкими пальцами, щипать, мять, кусать, вжимать в него своё тело и отдавать ему избытки мужского хотения. Долго рыдала Мириам, и ласково утешали её старые жены Аиль и Зарра, сидя по сторонам и гладя тоненькие плечи, покрытые синяками и укусами. Не знали они ревности, нет её в этой стране, и по сморщенным щекам их сбегали слезы.
Постепенно между Литвиненко и Мариам возникает чувство, он помогает ей бежать, скрывает в казарме и просит командира отправить её в Ташкент, устроить при женотделе и направить на учёбу.
Абду-Гаме ищет поддержку у муллы, тот отправляется к командиру красного отряда, требуя возврата Мариам, и между ними происходит разговор:

— Мусульман своя закон, большак своя закон. Отдай женщина.

— А ты в какой стране живешь — в Советской или какой? Или для тебя советский закон не обязателен?

— Советский закон — урус, мусульман пророк закон. Шариат живёт.

— Что ж, это по шариату жён можно по ночам, как баранов, резать?

— Зачем баран?.. Жена мужа менял… Муж убить может. Пророк сказал.

— Заладила сорока про пророка. Слушай, мулла! Женщина любит нашего красноармейца. Она сама об этом сказала. 
У нас такой закон советский — кого женщина любит, с тем и живёт.

Но отправить Мириам в Ташкент не успевают — через неделю в долине реки Ангрена активизировались басмачи, и когда полк ушёл на задание, в почти пустую казарму пришли люди Абду-Гаме…

Тонко стилизованная в экспозиции и финале картина неподвижной Азии перечёркивается лучами звёздного цвета; и трагически оборвавшаяся любовь узбечки Мириам и красноармейца Литвиненко становится победой и торжеством свободы над тёмным миром прошлого.— Михаил Александрович Рудов

## История
Рассказ написан в Ташкенте, основан на личных впечатлениях, полученных автором во время службы в Средней Азии.
В 1919 году, будучи начальником артиллерии при Наркомвоене Украинской ССР Н. И. Подвойском, Борис Лавренёв в ходе операции по ликвидации банды атамана Зелёного был тяжело ранен и направлен в распоряжение политотдела Туркфронта, работал замредактора фронтовых газет «Красная звезда» и «Туркестанская правда», ведя литературный отдел и приложения к газетам, а в феврале 1920 года даже был назначен военным комендантом города Ташкента.
Вначале автор написал рассказ «Тень молчания», опубликованный в январе 1922 года в первом (и единственном) номере ташкентского журнала «Отклики», издаваемом худотделом Туркглавполитпросвета. В основе рассказа был традиционный восточный сюжет — трагедия девушки, насильно выданной замуж за богача: Мириам, жена купца Абду-Гаме, продолжает любить товарища детских лет Камила, они тайно встречаются, и Абду-Гаме узнает об измене, жестоко избивает Мириам, а затем погибает от руки Камила.
Через год автор существенно переработал этот рассказ, изменив его характер и тон. Если действие «Тени молчания» в основном проходило в стенах дома, то в «Звёздном цвете» оно развивается на фоне яркой туркестанской природы. При этом друга детства сменил красноармеец, что позволило автору показать восточный быт и нравы через его восприятие.
В декабре 1923 года Борис Лавренёв уехал в Ленинград и весной 1924 напечатал «Звездный цвет» — первым из своих рассказов — в «толстом» ленинградском журнале «Звезда».
Рассказ переиздавался много раз и входил во все собрания сочинений писателя. Только авторский сборник, названный по рассказу, в 1986 году был издан московским издательством «Просвещение» тиражом в 1 млн. 700 тыс. экземпляров.

## Критика
Критика 20-х годов отметила свежесть, оригинальность и поэтичность произведения, обращено внимание на изображение писателем образов героев, его знание и умение описать природу Туркестана.
В 1925 году в журнале «Звезда» литературовед В. П. Друзин в рецензии на рассказ отмечал: «Как раковины передают гул моря, так рассказ „Звёздный цвет“ гораздо ярче тысячи публицистических статей покажет разбуженный Восток». В монографии 1928 года «Современная русская литература» литературный критик, доцент кафедры истории русской литературы ЛГУ Г. Е. Горбачёв писал: «Глубокая симпатия к освобождающим угнетённую человеческую личность силам революции, ясное понимание изображаемой борьбы — такова эмоционально-идейная окраска повести».
Рассказ, наряду с другими произведениями писателя, был широко известен в Китае:

В конце 20-х и 30-х годах были известны и пользовались большой любовью в Китае такие рассказы, как «Сорок первый», «Звёздный цвет» и некоторые другие. Гоминьдановцы пытались их запретить; в глазах цензоров они выглядели крамольными. На читателей же рассказы Б. Лавренёва производили большое впечатление своим эпическим стилем, взволнованностью и правдивостью повествования. Лу Синь писал, что рассказ «Звёздный цвет» настолько захватывает, что книгу не хочется закрывать, пока не прочтешь всю до конца.
И спустя полвека рассказ пользовалась популярностью у советского читателя. Повесть была признана «одним из первых и лучших произведений советской литературы о нерушимой дружбе народов Страны Советов». Отмечено, что повесть является одним из наиболее ранних представлений вхождения в советскую культуру устойчивой пары «красноармеец-мусульманка».
Киевский литературный журнал «Радуга» — орган Союза писателей Украинской ССР отмечал удачу автора в изображении главного героя — украинца-красноармейца Литвиненко:

Трогательно рассказал писатель о большом чувстве Дмитрия к узбечке Мириам. В образе Литвиненко удачно сочетаются мечтательность и нежность, упорство и храбрость, мягкий юмор и неторопливая деловитость. В романе умело стилизована украинская речь о своей любимой: «така маленька, тоненька ясочка. Як барвиночек, або вьюночек полевой». Лавренёв раскрывает непосредственность, чистоту души простого человека, нашедшего своё счастье.
Образ героини — узбечки Мириам тоже был отмечен критикой как знаковый для времени создания произведения:

Героиня рассказа Мириам бросает вызов торжествующему молчанию и покорности. Мы чувствуем: она, безусловно, будет среди тех первых узбекских женщин, которые с такой дерзостью и героизмом бросали в пылающие костры свои паранджи и чачваны — символы порабощения и угнетения.— Очерки истории русской литературы Узбекистана, Том 1, 1967
Критикой отмечено знание и красочное изображение местного быта и природы:

Действие «Звёздного цвета» развёртывается в сердце Азии — Туркестане, среди красочной природы Туркестана, на фоне его могучих гор в его сказочно богатых садах, залитых нежно-розовой, воздушной, тающей пеной цветов. Лавренёв насыщает свою повесть экзотическими деталями среднеазиатского быта, с его кишлаками, чайханами, мечетями, любуется водоворотом цветного полыханья праздничного базара, переливами красок восточных яств, пестротой ковров и халатов.— Леонид Иванович Тимофеев
Э. В. Кардин отмечал, что в рассказе «чувственность опережает чувства» и герои сходятся, подчиняясь вдруг вспыхнувшему влечению, «столь властному у Мириам, что она готова нарушить беспощадные заповеди мусульманства», но рассказ написан автором с художественным тактом, и даже критики, не принявшие «Звездный цвет», не видели оснований упрекнуть автора в натурализме, физиологичности интимных сцен. Также им подмечен психологизм рассказа, раскрытие автором истоков любви и ненависти персонажей, и что «сознание революционного долга у Литвиненко так же человечно, как крепнущая любовь, щемящее сострадание к Мириам, горе от её гибели», а также отмечен авторский стиль текста:

В финале «Звёздного цвета» — упрямая надежда на новую, дорого оплаченную правду, принесённую Дмитрием Литвиненко в край легенд и миражей, древней культуры и первобытной дикости, раскалённых пустынь и заснеженных вершин. Писательская манера не менее контрастна, нежели страна, о которой ведётся речь.

«Звёздный цвет» — поэтический символ, дающий глубокий смысл этой небольшой и не очень оригинальной истории о любви:

Трагедия Мириам — это трагедия невежества, забитости, бесправия её народа, которому только социалистическая революция принесла освобождение. Мириам, ещё ребенком проданная в жены богатому баю, полюбила украинского красноармейца Дмитрия Литвиненко. Впервые в жизни молодая женщина почувствовала себя счастливой, свободной и любимой. Однако жестокие среднеазиатские обычаи не могли простить ей измену мужу — Мириам убивают.

«Звёздный цвет» глубоко лиричен не только потому, что в основе его лежит любовная интрига. Наибольшей силы лиризма достигает писатель в описании ослепительно алого звёздного цвета: «…и вдруг Мириам показалось, что на ветках урюка и черешен, давно знакомых и простых, не цветы, а алые звёзды».

## Несостоявшаяся постановка
В 1927 году планировалась постановка пьесы по рассказу в Театре имени Е. Б. Вахтангова, причём это должен был быть спектакль к десятилетию Октября. На постановке именно «Зелёного цвета», считая его лучшим произведением писателя, настаивал режиссёр Алексей Дмитриевич Попов, но автор отказался, считая, что «театр должен быть реалистическим», и данное произведение не подходит. После обсуждения режиссёр принял мнение автора, и 9 ноября 1927 года вместо «Звёздного цвета» Поповым был поставлен спектакль по рассказу Лавренёва «Разлом».

## Экранизация
- 1927 год — «Шакалы Равата», студия Узбеккино, режиссёр Казимир Гертель.
- 1971 год — «Звёздный цвет», Киностудия им. А. Довженко, режиссёр Николай Ильинский.

## Интересный факт
Во время написания рассказа в 1923 году в Ташкенте Борис Лавренёв познакомился с Еленой Михайловной Гербаневской, ей было ещё 16 лет — в 1924 году она только окончит школу в Коканде, а в 1927 году в Ленинграде они поженятся. В письмах к ней он шутливо обращался как к «Елизавете Мухаммедовне Мухтар-Бей Гербаневской», часто предваряя их вставками типа «Здравствуй, сокровище Багдада, старшая дочь пророка», «Роза Персии, вместилище добродетели! Да откроются Ваши бесценные уши, как открываются на заре цветы в райских садах. Внемлите без гнева козлиному блеянию Вашего ничтожного раба», «Второй день мои презренные руки не выполняют условия проигрыша писать тебе дважды» и т. п. фразами на восточный манер.